# Ліан
Ліа́н (рос. Лиан) — селище у складі Солнечного району Хабаровського краю, Росія. Входить до складу Хурмулинського сільського поселення.

## Населення
Населення — 603 особи (2010; 808 у 2002).
Національний склад (станом на 2002 рік):
- росіяни — 87 %